# Justin Lekhanya
Justin Lekhanya, né le 7 avril 1938 et mort le 20 janvier 2021, est un ancien général de l'armée lésothienne et homme d'État qui fut Premier ministre, Ministre de la défense et Président du Conseil Militaire du Lesotho du 24 janvier 1986 au 2 mai 1991. Il sera destitué et écarté du pouvoir par une mutinerie menée par des officiers de l'armée. Il deviendra par la suite le leader du parti d'opposition, le Parti national Basotho.

## Biographie
Né à Thaba-Tseka en 1938, Lekhanya a terminé ses études primaires et secondaires dans les écoles catholiques romaines. Après avoir travaillé comme ouvrier minier migrant en Afrique du Sud, il a rejoint la police montée du Basutoland (en) en 1960. Il est devenu le seul officier masotho à la tête d'un peloton d'unités paramilitaires mobiles (PMU) de la police peu après sa formation en 1965. Au début des années 1970, il reçut elle a été entraînée dans des académies de police en Afrique du Sud et en Rhodésie, puis a pris le commandement des PMU en tant que major général en 1975. Lekhanya a également supervisé sa transformation en une force paramilitaire du Lesotho, connue plus tard sous le nom de Force de défense du Lesotho. 
Lekhanya était commandant de l'armée lorsqu'il a renversé le Premier ministre Leabua Jonathan lors d'un coup d'État militaire en 1986 après avoir révélé qu'il avait été victime d'un canular de la part de deux commandants militaires du Congrès panafricain d'Azanie exilés d'Afrique du Sud, Potlako Leballo (en) et Bernard Leeman. Ils avaient servi Lekhanya en 1977, sous une fausse identité, en tant que commandant des forces paramilitaires du Lesotho. Le canular avait conduit Lekhanya à financer l'armée de libération du Lesotho (en) contre lui-même.
Lekhanya a immédiatement cherché à améliorer ses relations avec l'Afrique du Sud, qui étaient tendues du fait du soutien de Jonathan au Congrès national africain. Lekhanya a également donné plus de pouvoir au roi Moshoeshoe II au début, mais il est ensuite entré en conflit avec lui et il a destitué le roi lors d'un autre coup militaire en 1990. Le roi a ensuite été restauré, et Lekhanya a été renversé lors du coup militaire de 1991.